# Phthiracarus blythedalensis
Phthiracarus blythedalensis är en kvalsterart som beskrevs av Wojciech Niedbała 2006. Phthiracarus blythedalensis ingår i släktet Phthiracarus och familjen Phthiracaridae. Inga underarter finns listade i Catalogue of Life.